# Цейлонський чай
Цейлонським чаєм називають чай, який вирощується на острові Шрі-Ланка, що раніше називався Цейлон.
Шрі-Ланка займає третє місце в світі з виробництва чаю, після Китаю та Індії, і є одним з найбільших експортерів на світовий ринок з часткою 23% від світового експорту . Основна частина виробленого на Шрі-Ланці чаю припадає на чорний і зелений чай. Білий чай, улуни та інші сорти майже не виробляються. Промислове вирощування чаю на Цейлоні було розпочато Джеймсом Тейлором у 1867 році. Наразі виробництво чаю є однією з ключових галузей ланкійської економіки. Експорт чаю оцінюється в 15% від всього експорту країни .
Цейлонський чай в основному представлений чаями однорідної, середньої якості, вирощеними на невеликих і середніх висотах. Високосортні чаї вирощуються в невеликих кількостях на плантаціях, розташованих на високогір'ї в південній частині острова .

## Історія

### Передісторія
У період голландської колонізації на острові почали вирощувати корицю. Пізніше, в британський період, на вирощування кориці була оголошена монополія Ост-Індської компанії. Однак, економічний спад 1830-х років в Британії торкнувся і корицевих плантацій, і від них було вирішено відмовитися через нерентабельність. Основною культурою, яку вирощують на острові, стала кава. В результаті великого попиту і високу ціну на каву на європейському ринку, вже до 1840 року виробництво кави досягло значного розквіту. У 1869 році кавова промисловість все ще процвітала, але незабаром після цього грибкова інфекція hemileia vastatrix знищила всі кавові плантації Цейлону.

### Вирощування чаю в британський колоніальний період
Одним з перших плантаторів, які почали вирощувати чай на острові, був плантатор Джеймс Тейлор. Він організував перші поставки чаю в Лондон в 1891 році. Перша партія була продана за ціною 25 фунтів стерлінгів та 10 шилінгів за фунт. За рік до цього великий британський підприємець Томас Ліптон зацікавився цейлонською чайною промисловістю і, вирушивши туди на самому початку її розвитку, скупив за низькою ціною ряд плантацій для того, щоб мати можливість поставляти чай у свої магазини безпосередньо, заощадивши на послугах посередників. В результаті чай обходився йому дешевше, і він зміг успішно конкурувати з магазинами, що продають чай з інших регіонів. Ліптон провів масштабну рекламну кампанію свого чаю і продавав його за ціною 1 шилінг та 7 пенсів за фунт, в той час як середня ціна на чай в Англії становила 3 шилінги. Це дозволило йому в короткий термін зайняти велику частку на ринку чаю. За заслуги перед британською короною королева Вікторія нагородила його лицарським титулом. Пізніше Ліптон поширив торгівлю чаєм і на США. Величезні рекламні щити довгий час височіли над складами Ліптона в нью-йоркському порту.
Якщо в 1875 році площа чайних плантацій острова становила 1 тис. акр ів, то до 1895 року вони займали вже 300 тис. акрів і продовжували розширюватися .

## Галерея

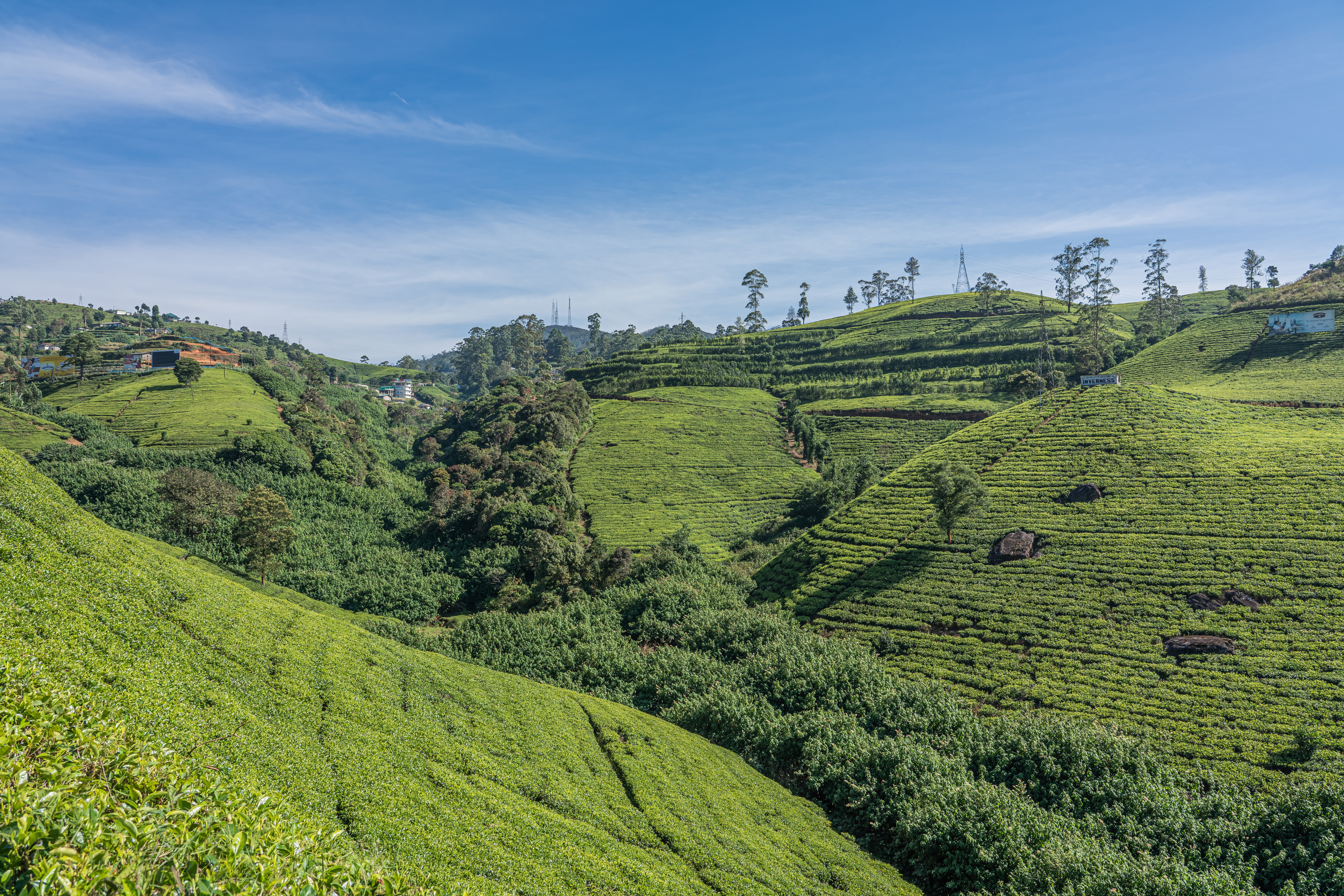
Плантація чаю в околицях Нувара-Елії
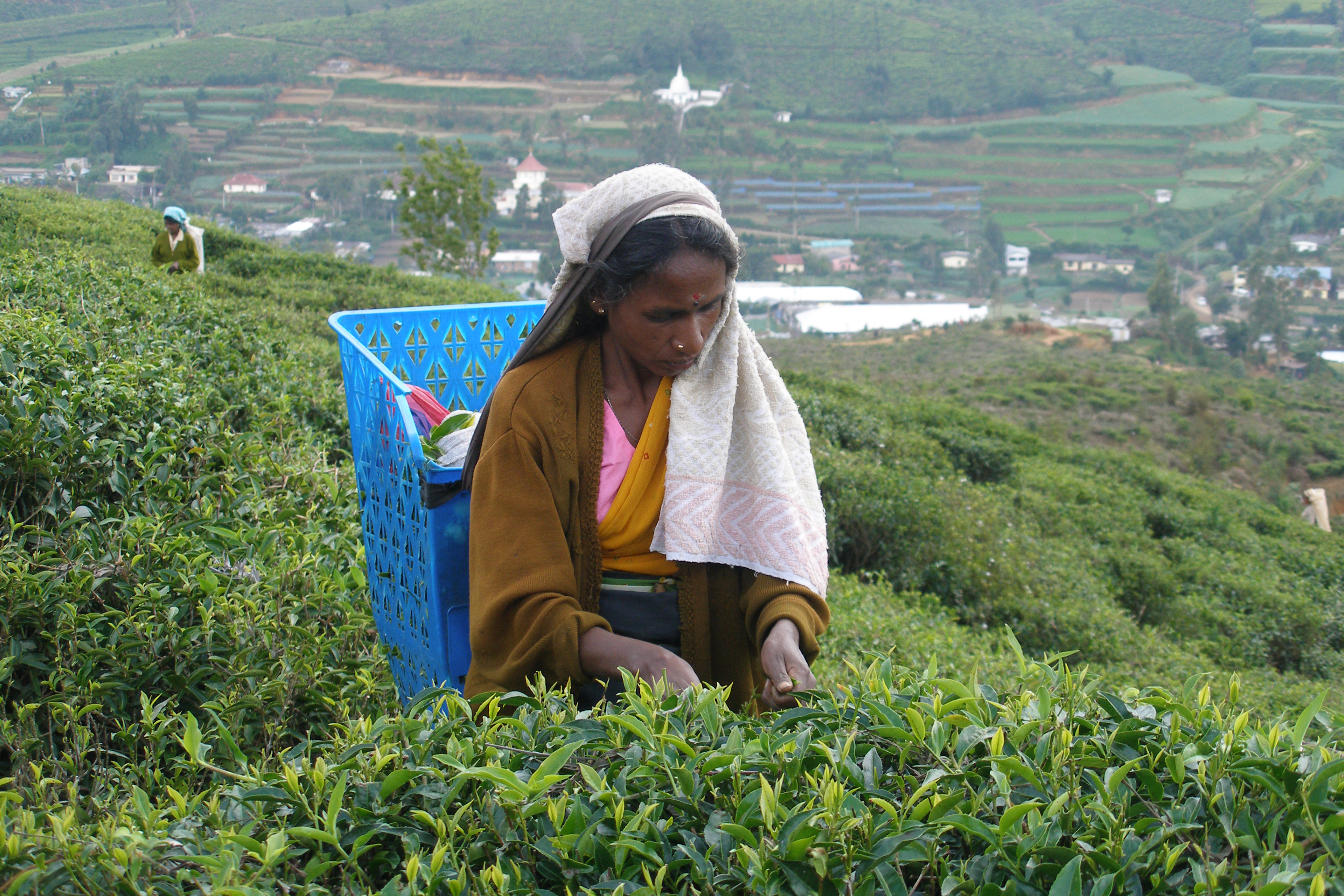
Збір врожаю
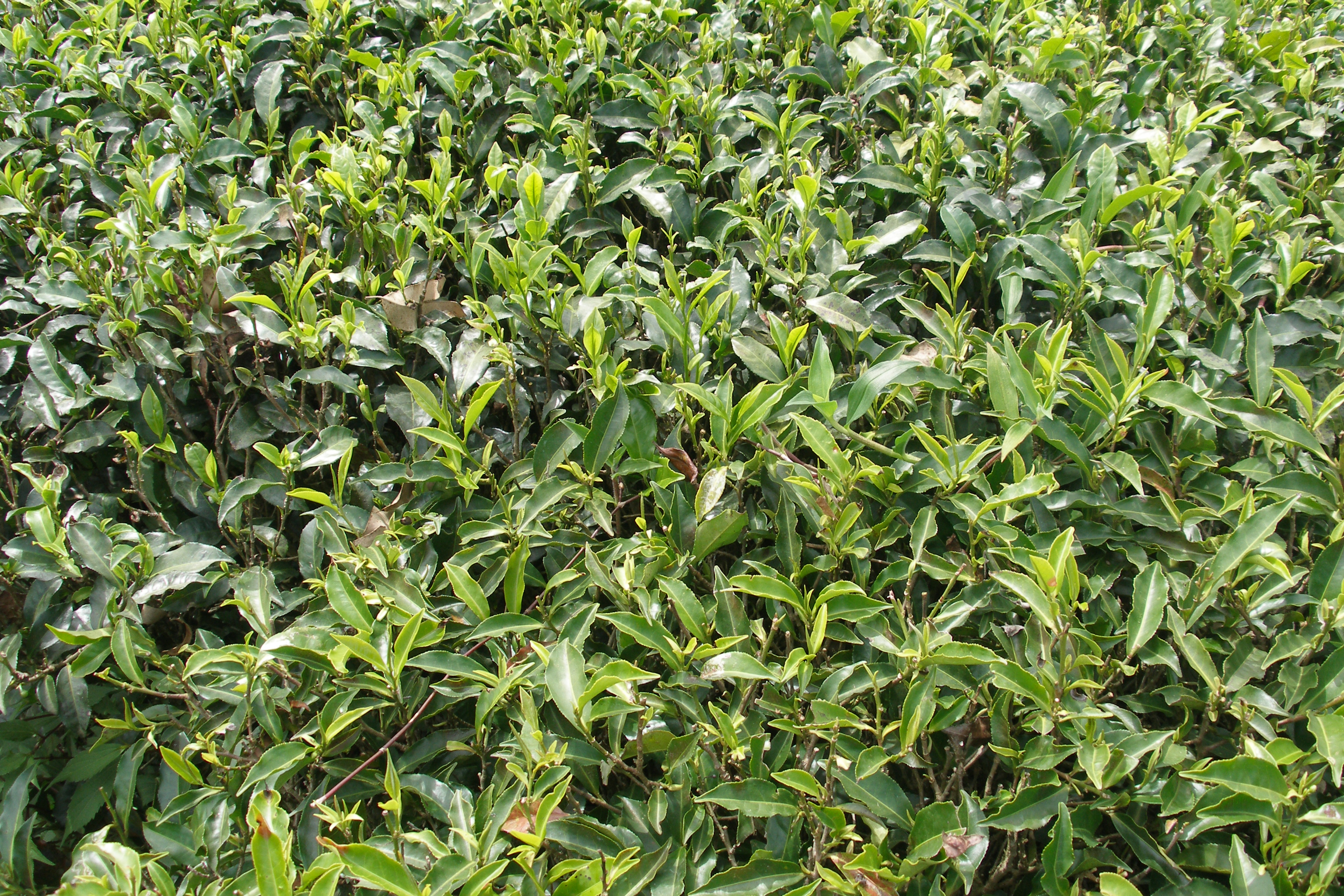
Чайний лист
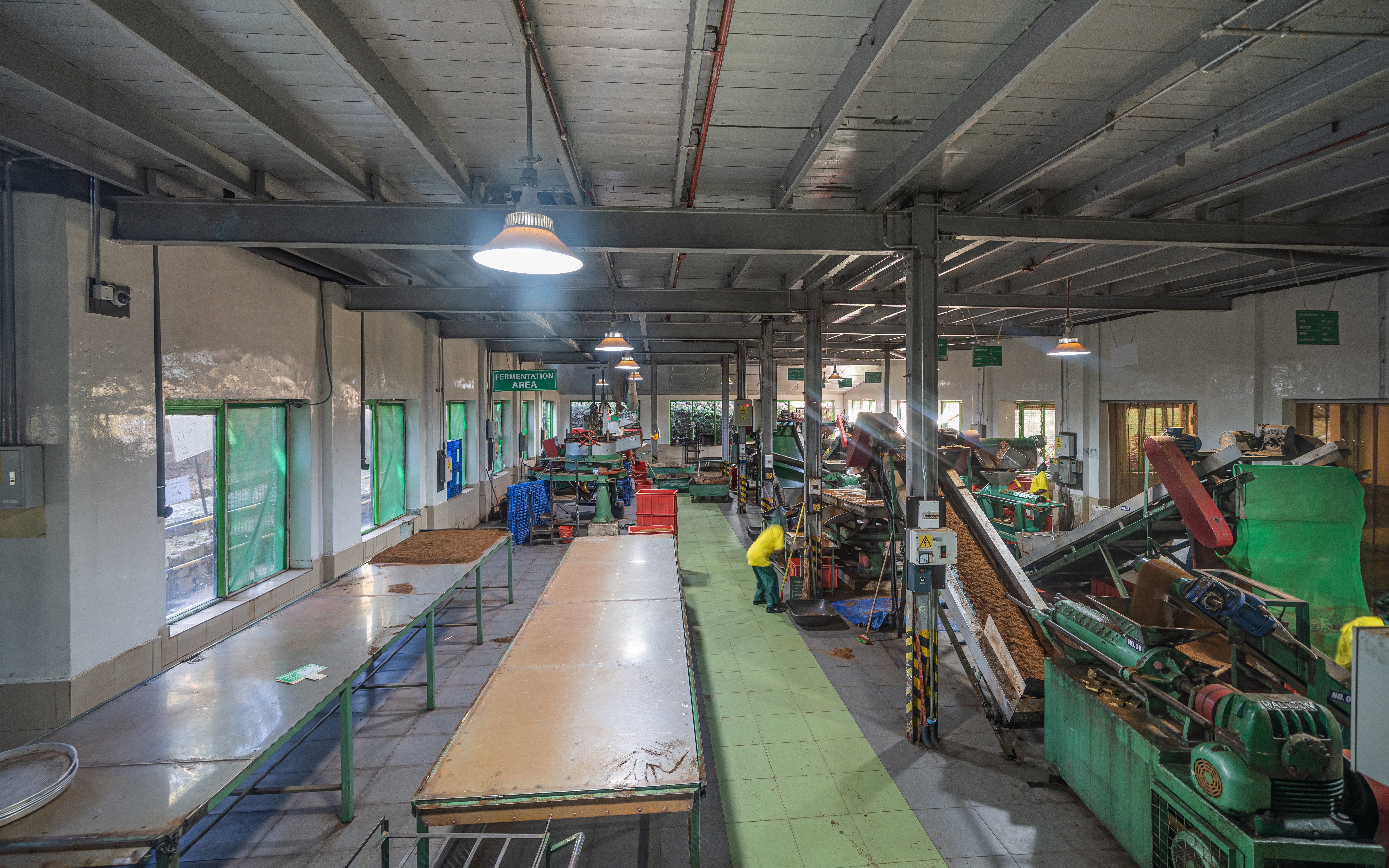
Ферментаційний цех на одній з чайних фабрик